# Museo de arte bizantino del monasterio de la Trinidad
El museo de arte bizantino del Monasterio de la Trinidad está situado en el núcleo de población de Tángel perteneciente al municipio de Muchamiel (Alicante), España. 

## Contenido
- Colección de iconos coptos sobre papiro: iconos sobre diversos pasajes de la vida de Jesús, sobre la Madre de Dios y los Santos.
- Iconos de las Doce Grandes Fiestas: reproducen los pasajes evangélicos del Misterio de Cristo así como las Doce Grandes Fiestas del rito Oriental.
- Iconos de la Madre de Dios.
- Iconos de Jesús y las escenas evangélicas: iconos de Cristo Pantocrator, el Akeropita y escenas evangélicas.
- Iconos reproduciendo diversas cruces de esmalte Georgiano.
- Iconos del Taller del Monasterio de la Trinidad.
- Iconos de los Santos.
- Orfebrería y objetos litúrgicos bizantinos.

- Datos: Q6034155